# Liste antiker Ortsnamen und geographischer Bezeichnungen/Ed
| Lateinischer Name | Griechischer Name | Beschreibung                      | Heute                   | Quellen und Verweise | Lage |
| ----------------- | ----------------- | --------------------------------- | ----------------------- | -------------------- | ---- |
| Edebessus         |                   |                                   |                         | Smith;               |      |
| Edenates          |                   |                                   |                         | Smith;               |      |
| Edessa            | Ἔδεσσα (Edessa)   | Hauptstadt von Makedonien         | Edessa in Griechenland  | Smith;               |      |
| Edessa            | Ἔδεσσα (Edessa)   | Stadt in Osrhoene in Mesopotamien | Şanlıurfa in der Türkei | PECS; Smith;         |      |
| Edeta             |                   |                                   |                         | Smith;               |      |
| Edetani           |                   |                                   |                         | Smith;               |      |
| Edomitae          |                   |                                   |                         | Smith;               |      |
| Edones            |                   |                                   |                         | Smith;               |      |
| Edonis            |                   | siehe Antandrus                   |                         |                      |      |
| Edrei             |                   |                                   |                         | Smith;               |      |
| Edros             |                   |                                   |                         | Smith;               |      |
| Edrum             |                   |                                   |                         | Smith;               |      |